# Hauksbók
L'Hauksbók (Libro di Haukr) è un manoscritto medievale scandinavo.
Il libro, uno dei pochi dei quali si conosca l'autore, venne scritto da Haukr Erlendsson ed in parte dai suoi assistenti; contiene versioni, a volte le sole esistenti, di molti testi norreni come il Landnámabók, la Fóstbrœðra saga, la Saga di Erik il Rosso, la Saga di Hervör e la Vǫluspá.
All'interno del manoscritto si trova inoltre una sezione di matematica di circa 6-7 pagine, chiamata Algorismus, che lo rende il più antico testo in materia in lingua scandinava; si tratta probabilmente di una traduzione dal latino di libri precedenti come Carmen de Algorismo di Alexander de Villedieu del 1200, Liber abbaci di Leonardo Fibonacci del 1202, e Algorismus Vulgaris di Giovanni Sacrobosco del 1230.
Secondo alcune prove paleografiche l'Hauksbók sarebbe stato composto tra il 1302 e il 1310.